# Coccolemocco
Coccolemocco hrvatska je kazališna skupina alternativnog izričaja koja je djelovala između 1971. i 1986. Osnovali su je učenici II. e razreda Pete zagrebačke gimnazije kao učeničku dramsku skupinu. Svrstava se u red novovalnih ili mladoteatarskih skupina sedamdesetih i osamdesetih godina u Hrvatskoj. Začetnik i umjetnički voditelj bio je Branko Brezovec, a skupina je kasnije prerasla u jednu od najznačajnijih izvaninstitucionalnih kazališnih skupina u Hrvatskoj i na području ondašnje SFRJ.  Neki od značajnijih članova u Coccolemoccu bili su, osim već spomenutog Brezovca, Branko Matan, Gordana Vnuk, Asja Jovanović, Maja Šoljan, Mladen Blaić, Božo Kovačević, Branko Krištofić, Darijo Bulić, Tihomir Milovac.

##### Naziv skupine
Ime skupine inspirirano je filmom Toto le Moko poznatog talijanskog komičara Tota.  Ustvari nema skrivenog značenja, nego se namjerno ciljalo na izbjegavanje značenja: „…zvuči kao rokoko mješavina kokosa i kave“ (Brezovec, B.).

## Gimnazijska faza Coccolemocca

### Onaj koji govori da i onaj koji govori ne
Godine 1971. učenici Pete gimnazije u Zagrebu izveli su komade Bertolta Brechta Onaj koji govori „da“ i Onaj koji govori „ne“ kao jedinstvenu predstavu, a koje su prvotno zapazili u knjizi Darka Suvina Uvod u Brechta. Predstava je bila izvedena u učionici na školskim klupama, a glumačka odluka gimnazijalaca bila je da se ne glumi, već da se recitativnim nastupima proizvede brehtijanski efekt začudnosti. Nije bilo druge scene osim okoliša razredne učionice, niti je bilo kostimografije. Prvi dio Onaj koji govori „da“ bio je „vrlo suzdržan, kontroliran, gotovo ikonoklastički“. Publika je sjedila na stolcima za školskim klupama, dok su glumci igrali na stolovima, a bilo je i neugodnih fizičkih kontakata.  U drugom dijelu Onaj koji govori „ne“ klupe su podignute na klupe, a glumci su se spustili dolje među gledatelje te sjeli među njih. B. Brezovec kaže da su se Brechtovi didaktični komadi nametnuli „kao logičan izbor jer su nas otvarali više kao debatni klub nego kao tašto prenemaganje“. Igrali su Brechtovu formulu o promjenjivosti svijeta, ali namjera im nije bila mijenjati svijet kazalištem, niti su ga mijenjali. Nisu prikazivali svijet u smislu djelatnog mimesisa nego semiosisa.

### Badenski poučak o suglasnosti
Poneseni uspjehom i kazališnim poletom, članovi skupine obraćaju se Anti Stamaću za prijevod Brechtova komada Badenski poučak o suglasnosti, koji izvode 1973., u maniri rock-mjuzikla.  Za probe ove predstave odmah su se obratili Vjeranu Zuppi koji je tada bio voditelj kazališta ITD te koji im je i ustupio prostorije kazališta za probe. Probe su trajale pune dvije godine. Prolog predstave, zbor Palih letača, izveli su na šanku ITD-a, a zatim su se preselili u dvoranu „gdje se hodalo po bijelim kožnatim stolcima, iznad glava“. Glazba je bila u brehtijanskom stilu, a koristili su i lutku za Gospodina Schmidta, malog čovjeka koji si dopušta da ga vozaju cijelo vrijeme, naposljetku i da mu amputiraju cijelo tijelo, ne bi li se sveo na najmanju moguću mjeru.  S ovom predstavom, Coccolemocco pobijedio je na IFSK-ovu natječaju, BRAMS-u (Beogradskoj reviji amaterskih malih scena) i FDAH-u (Festivalu dramskih amatera Hrvatske).

### Iznimka i pravilo
1974. Coccolemocco izvodi Brechtov komad Iznimka i pravilo. Glavna načela u predstavi bila su disperzija, montaža atrakcije i sveopća razbarušenost. Glavna glumica je pred premijeru slomila nogu, pa je Branko Brezovec morao igrati Vodiča.

### Biblija
Iste godine u ljeto Coccolemocco uprizoruje Brechtov tekst Biblija, svojevrsnu parafrazu biblijske priče o Juditi, također najraniju Brechtovu dramu koja je tada u Dubrovniku imala svoju svjetsku premijeru. Predstavu su ilegalno uvježbavali u Dubrovniku, a u tom trenutku Asja Jovanović i Maja Šoljan pridružuju se skupini. Predstava je trajala sedamnaest minuta: kod Onofrijeve česme bio je postavljen crveni tepih u obliku slova L, a izvedba je završavala tako što se velika haljina napravljena od jute, koja je iznutra bila crvena, zapalila i pokazano je Juditino spolovilo. Savez socijalističke omladine Dubrovnika nije dozvolio da se predstava igra na javnim površinama, ali Coccolemocco uspio je predstavu odigrati devet puta na raznim mjestima u gradu.
Ovom predstavom Coccolemocco ujedno prestaje biti razredna dramska grupa te postaje kazališna skupina.

## Faza Ignaca Goloba
U jesen 1974. članovi Coccolemocca dolaze na ideju za novu predstavu, nakon što su na BITEF-u gledali Wilsonovu predstavu. Tada su se prvi put upoznali s pojmom spori pokret te odlučili napraviti predstavu s lutkama. Rezultiralo je premijerom predstave Jedan dan u životu Ignaca Goloba 1977.
CKD (Centar za kulturnu djelatnost omladine) im je tad bio producent, a probe su imali u ITD-u.  Kazalište ITD tad je bilo pod producentskom palicom Centra za kulturnu djelatnost omladine, a na vlasti je bio Žiro Radić koji ih je izbacio iz njihovih prostorija. Već na samom početku pokusa za Jedan dan u životu Ignaca Goloba, skupina je morala potražiti alternativni prostor. Pronašla ga je u KUD-u „Vinko Jeđut“, ali se morala predstaviti kao njegova dramska sekcija. Tijekom tri godine rada na predstavi promijenilo se nekoliko glumačkih ekipa, a najveći broj sudionika tada je došao s Filozofskog fakulteta. U predstavi je sudjelovalo oko 25 ljudi, a igralo se na tri scene: Ignac na poslu, Ignac doma, Ignac u dućanu, na način srednjovjekovnih pasionskih stanica. Libreto je napisao Branko Matan, a za izvedbu su se koristile trometarske lutke izvedene prema predlošku slikarice Jadranke Fatur. Tihomir Milovac izradio je rekvizitu, a Božo Kovačević davao je Ignacu glas, dok je Mladen Blaić davao glas svim ostalim lutkama. Veliku ulogu imao je i ženski pjevački zbor, a bio je prisutan i orkestar. Predstava je govorila o „odgovornosti malog čovjeka za 'smrt svih naših jezika'“.
S obzirom na to da je Coccolemocco višeznačno profitirao radom u sklopu „Jeđuta“ skupina kreće s probama nove predstave-recitala "Čega nema tog se ne odreci".

## Kvantitativna faza

### Čega nema tog se ne odreci
1979. prikazuje se predstava Čega nema tog se ne odreci koju je dramaturški uobličio Branko Matan koristeći tekstove Stilinovića, Cesarca, Ivšića, Nietzschea i drugih, a koja se bavila revolucijom, proleterstvom i ljevičarskim aktivizmom. Forma je zamišljena oratorijski: hladno i statično, ali snovito i suvremeno. Na sceni se nalazila velika konstrukcija kocke presvučene tilom u kojoj se sve odigravalo uz pomoć pokretnog zida koji se micao naprijed-natrag. Scenografiju je radio Tihomir Milovac. Predstava je počinjala zalaskom sunca, a zatim je zasvirala glazba Darija Bulića, „simfonijska poema na mahlerovske teme“. Na sceni su se pojavile tri božice Dijane koje su pucale iz luka, a sunce je zatim nestalo. U njoj je izvođački sudjelovalo više od 150 ljudi, mahom pripadnici ostalih sekcija „Vinka Jeđuta“ poput folklora i tamburaša, maski i zborova.  Čega nema tog se ne odreci parodijski je komentar na socijalističke sletove i masovne parade tada vrlo prisutne i učestale.
Najspektakularnija izvedba dogodila se u kazališno-koncertnoj dvorani Lisinski, a zatim i na Trgu Republike. Coccolemocco je tada okupljao 120-ak članova, mahom studenata Filozofskog fakulteta, Škole za primijenjenu umjetnost i dr.

### Suradnja s Kugla glumištem – Ljetno popodne
1980. Coccolemocco je pozvan na Dubrovačke dane mladog teatra gdje nastupaju s predstavom Ljetno popodne u suradnji s Kugla glumištem. Koncept predstave osmislila je Kugla glumište, a osim Coccolemocca sudjelovale su i ostale kazališne skupine, sudionici dana mladog teatra: Lero, Dagtroep i Bustric. 
Ljetno popodne ili što se dogodilo s Vlastom Hršak bila je dramaturški ozbiljna predstava. Coccolemocco doprinijeli su teatrom sjena. Uvodne predstave-instalacije zbivale su se u gradu, a jedan dio scenografije prikazivao je slavonsko dvorište s domaćim životinjama. Drugi dio bio je velika procesija, a treći dio uprizoren je ispod Lovrijenca gdje Vlasta Hršak, Lopudska sirotica, odlazi u more.  

### Ormitha Macarounada i nekoliko kuhara
Predstava u kojoj su korišteni tekstovi H. Pintera Lift za kuhinju te A. Gidea Krivotvoritelji novca premijerno je izvedena 1982. Žanrovski je određena kao polifonijska sotija, „bizarno žanrovsko sparivanje“. Branko Brezovec bio je zaslužen za scensku provedbu i montažu, Tihomir Milovac za scenografiju: prostorni raspored i i vizualnost, Dario Bulić za glazbu, a Mirko Gruber za tonske odnose, Anastazija Debelli i Krešo Kovačićek za likovne detalje.  Inzistiralo se na nemogućem, forsiranju materijala, dramatiziranoj tautologiji. Bila je to višeplanska i višedimenzionalna i multimedijska instalacija s intertekstualnom montažom.
Scenografija: 
Predstava je izvođena u pravokutnoj dvorani Studentskog doma „Nina Maraković". U dvoranu je bilo umetnuto stepenasto gledalište, nasuprot zidu koji je kroz staklenu stijenu s nekoliko vrata omogućavao i pogled u dvorišni prostor. Zid na desnoj strani od gledališta pretvoren je u deset metarski „svjetleći zid“, na kojemu su se pomoću nekoliko stotina žarulja ispisivali različiti znakovi, riječi, tlocrt mizanscena. Na lijevoj strani od gledališta nalazio se niz pomičnih panela od tila, a iza njih „male studentske sobice“ složene od „kašeta“ za mlijeko, od kojih su neke i bile napunjene štrucama kruha i bocama mlijeka. Staklena stijena podijeljena je na pet pokretnih projekcijskih platna koja su se dizala i spuštala tijekom predstave te otvarala pogled na zbivanja u dvije izgrađene replike studentskih soba s pokretnim liftom u sredini. Na ta su platna pomoću dijaprojektora projicirani odlomci teksta, kolorirane ambijentalne fotografije Pariza ili apstraktni i geometrijski crteži izvedeni direktno na filmu. S vanjske strane staklene stijene, u dvorištu, postavljeni su „fantastični vitraji 'crkvenog' ugođaja, svojevrstan roman u stripu. Usto, ljetna pozornica u dvorištu također je pretvorena u scenu koja igra u predstavi i na kojoj družina izvodi različite prizore u tehnici teatra sjena. Lijevo od gledališta, u bazenu od plastificirane cerade, nalazio se bijeli klavir u vodi.

## Estetika družine Coccolemocco
Početnu, dijalektičko-didaktičku debatnu dramaturgiju mijenjaju strategije hiper-teatarske parodije, tautologije, polifonije i ikonoklastije. Brezovec je iskušavao izravne govorne komunikacije ili fizičkog kontakta između glumca i gledatelja. Coccolemocco se u kasnijoj fazi uvelike oslanjao na Wilsonov „pronalazak“, novo „kazalište sporosti“ koje otkriva „estetiku trajanja“, a ljudska tijela preobražava u „kinetičke skulpture“.

## Vanjske poveznice
- Kazališna družina Coccolemocco, Festival prvih